# René Exbrayat
René Exbrayat (Arlés, Francia; 30 de octubre de 1947-Arlés, 29 de octubre de 2023) fue un futbolista y entrenador de fútbol francés que jugó en la posición de delantero centro.

## Carrera

### Club
| Periodo   | Club     |
| --------- | -------- |
| 1968-1972 | AC Arles |
| 1972-1973 | AS Aix   |
| 1973-1984 | AC Arles |

### Selección nacional
Jugó para Francia en tres ocasiones en los Juegos Mediterráneos de 1971.

### Entrenador
| Periodo   | Club                          |
| --------- | ----------------------------- |
| 1979-1984 | AC Arles (entrenador-jugador) |
| 1984-1986 | Stade Beaucairois FC          |
| 1988-1991 | Olympique Avignonnais         |
| 1991-1993 | SC Bastia                     |
| 1993-1994 | Nîmes Olympique               |
| 1994-1996 | FC Martigues                  |
| 1996-1997 | Le Havre AC                   |
| 1997-1999 | Club Africain                 |
| 1999-2000 | Servette FC                   |
| 2000-2002 | Club Africain                 |
| 2002-2004 | Al-Nasr SC                    |
| 2004-2006 | Al-Khor SC                    |

## Logros

### Club
- División Francesa 4 (1): 1982
- Copa de Túnez (2): 1998, 2000
- Copa Príncipe de la Corona de Catar (1): 2005

### Individual
- Entrenador del Año de la División Francesa 2 en 1991.